# Asahikawa

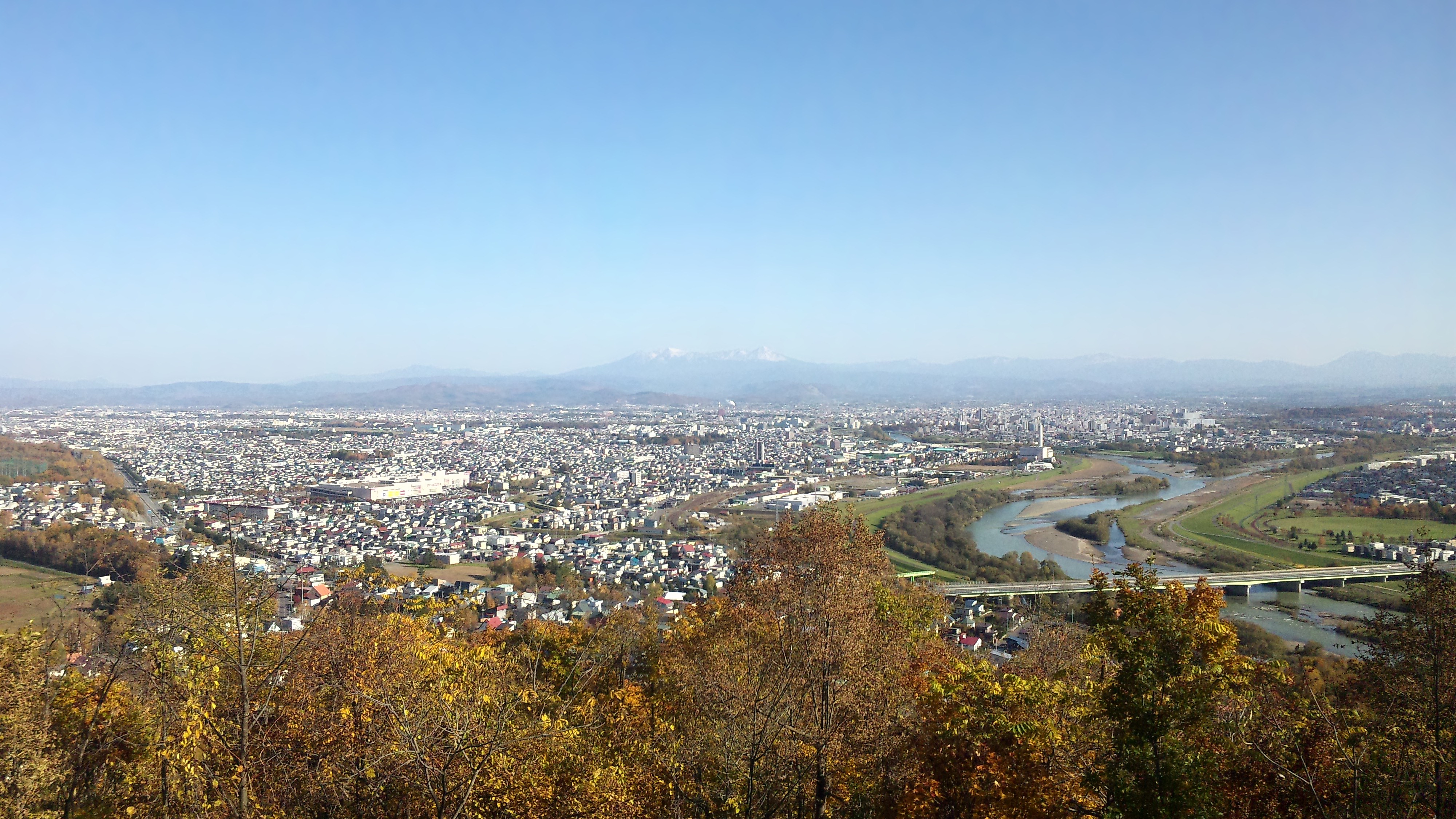
Uma vista panorâmica de Asahikawa do Monte Arashiyama, 2016

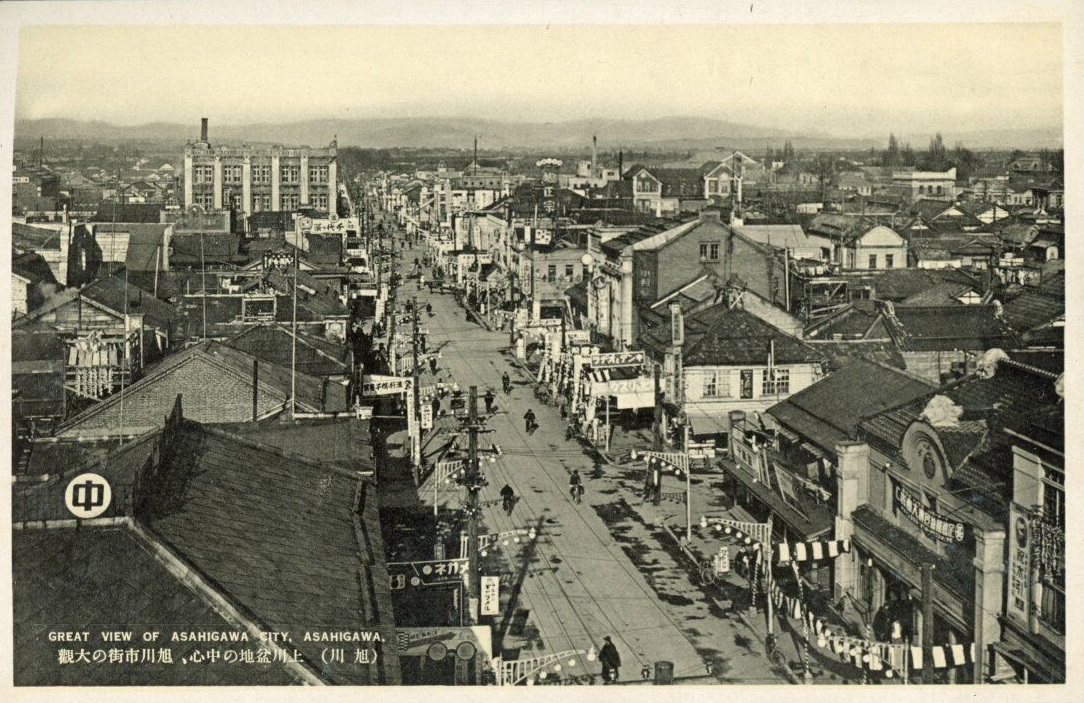
Vista de Asahikawa por volta de 1920

Asahikawa (旭川市; -shi) é uma cidade japonesa localizada na subprovíncia de Kamikawa, província de Hokkaido.
Em 2003 a cidade tinha uma população estimada em 357 927 habitantes e uma densidade populacional de 478,77 h/km². Tem uma área total de 747,60 km².
A cidade foi fundada a 1 de Agosto de 1922.
É onde está situado o aeroporto de Asahikawa.

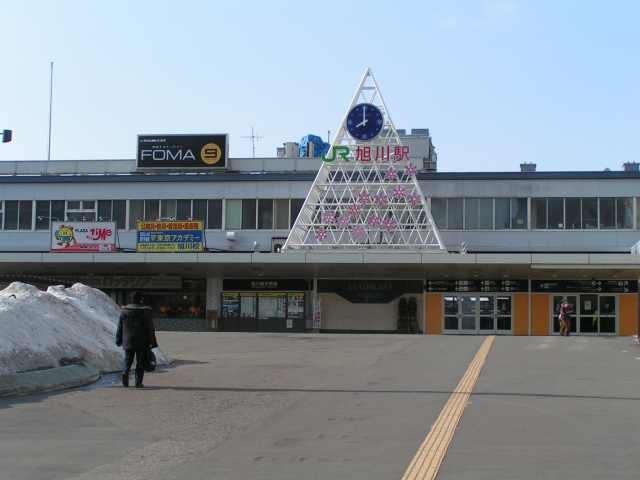
Estádio de Asahikawa

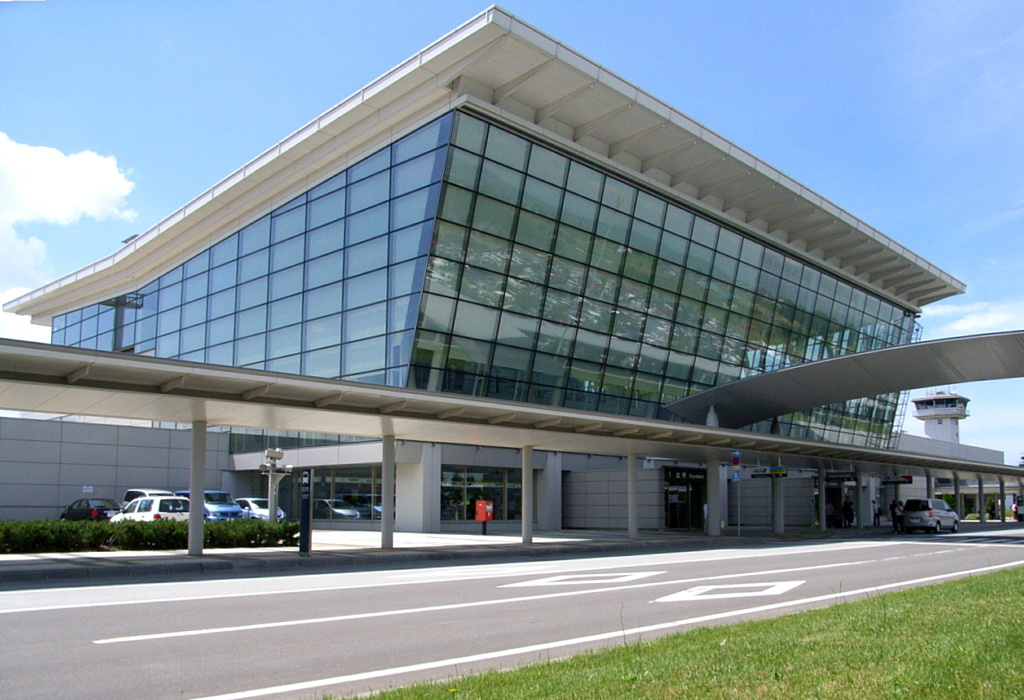
Aeroporto de Asahikawa

## Cidades-irmãs e Acordos de amizade

### Cidades-irmãs
- Bloomington, Estados Unidos
- Normal, Estados Unidos
- Suwon, Coreia do Sul

### Acordos de amizade
- Iujno-Sakhalinsk, Rússia
- Harbin, China